# ʻAta (Tongatapu)
ʻAta (auch: Ataa) ist eine kleine Insel im Norden von Tongatapu im Pazifik. Es gehört politisch zum Königreich Tonga.

## Geographie
Das Motu liegt im Norden des östlichen Ausläufers der Riffkrone, zusammen mit dem nördlichen Tau. Die nächstgelegenen Inseln im Süden sind Nuku, sowie ʻEua Iki in einem eigenen kleinen Riff.
Die Insel wurde seit 2001 als Gefängnis genutzt. 2002 lebten sieben jugendliche Straftäter auf der Insel die mit Feldbau ihren Lebensunterhalt bestreiten mussten.

## Klima
Das Klima ist tropisch heiß, wird jedoch von ständig wehenden Winden gemäßigt. Ebenso wie die anderen Inseln der Niua-Gruppe wird Tafahi gelegentlich von Zyklonen heimgesucht.